# رابرت ریدگوی
رابرت ریدگوی (انگلیسی: Robert Ridgway; ۲ ژوئیهٔ ۱۸۵۰ – ۲۵ مارس ۱۹۲۹) دانشمند در زمینه پرنده‌شناسی اهل ایالات متحده آمریکا و از برندگان جایزه آکادمی ملی علوم بود.